# Azoto liquido

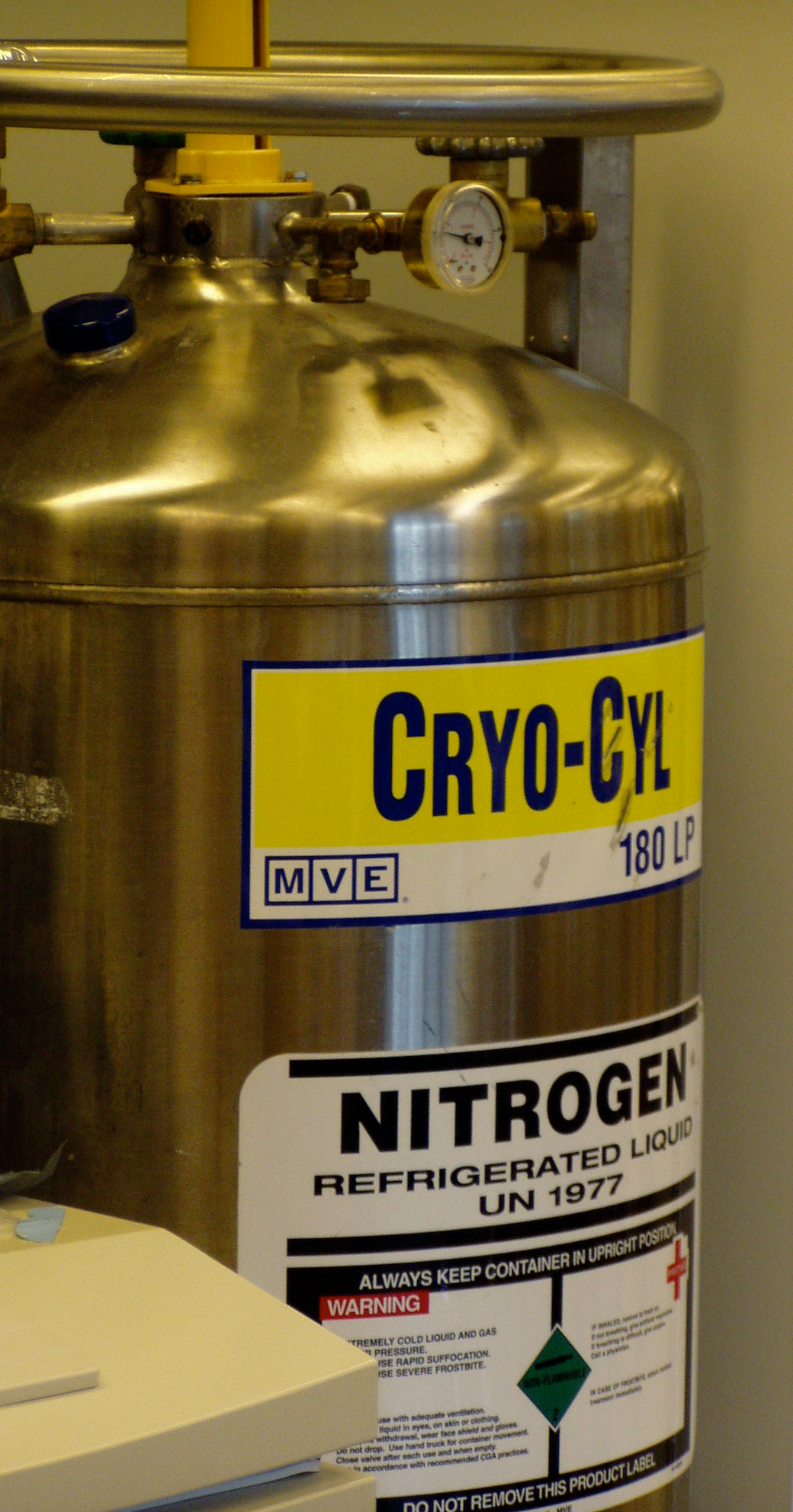
Serbatoio contenente azoto liquido

L'azoto liquido è un fluido criogenico, utilizzato per il raffreddamento di apparecchiature scientifiche, per la crioconservazione di campioni biologici e per altri processi nei quali è necessario ottenere e/o conservare temperature estremamente basse.
È caratterizzato da una temperatura bassissima, che lo rende pericoloso: l'azoto si presenta infatti allo stato liquido nel campo di temperature tra circa -210 °C e -192 °C. I soli 18 °C di campo di esistenza dell'azoto allo stato liquido creano molti problemi per il progetto di un impianto di raffreddamento a liquido con questo fluido. La densità dell'azoto liquido è di circa 0,8 kg/litro.

## Pericolosità
La pericolosità dell'azoto liquido viene spesso sottovalutata. Si possono trovare in rete filmati che tentano di dimostrare la sua innocuità per le persone, utilizzando poche gocce alla volta e contatti con la pelle per pochissimi secondi. Al contrario l'azoto liquido non deve mai essere sottovalutato, per i seguenti fattori:
- infragilimento dei contenitori; l'errata stima della temperatura di progetto dei contenitori rispetto alle condizioni di utilizzo dell'azoto risulta essere una della principali cause di incidente;
- contatto accidentale del personale con superfici a temperature criogeniche, che provoca sulla pelle ustioni del tutto simili a scottature da calore (l'entità del danno aumenta con il diminuire della temperatura e con il prolungarsi della durata del contatto);
- l'ultimo rischio, ma certamente quello più frequente, è legato al pericolo di asfissia conseguente alla dispersione di azoto in ambienti confinati. L'azoto, di per sé, non è tossico ed è inerte, pertanto non può causare esplosioni o incendi, ma un aumento della sua concentrazione, non rilevabile poiché il gas è incolore e inodore, può causare asfissia in quanto provoca una conseguente riduzione della percentuale dell'ossigeno nell'ambiente.

## Applicazioni
L'azoto è molto comune nello stato gassoso, che costituisce poco più del 78% dell'atmosfera terrestre, nella quale è l'elemento chimico più presente; non è altrettanto comune allo stato liquido, in quanto, come già detto, ha un punto di ebollizione molto basso, e può quindi essere mantenuto e trasportato in tale stato solo con moltissimi accorgimenti. Quando l'azoto liquido è esposto all'aria evapora istantaneamente, assorbendo enormi quantità di calore.
In alcuni casi eccezionali, per poter ottenere temperature inferiori anche a quelle dell'azoto liquido, viene impiegato elio liquido, che però è ancora più complesso da gestire, dato che la temperatura necessaria per mantenerlo in tale stato (0.9 K) sfiora lo zero assoluto.

### Biologia
L'azoto liquido viene adoperato per la conservazione di materiale biologico o di origine biologica per lunghi periodi. Viene dunque adoperato per lo stoccaggio (in appositi vasi di Dewar dotati di particolari alloggiamenti) di linee cellulari adoperate nella ricerca scientifica, di campioni di liquido seminale o per la conservazione a lungo termine di proteine particolarmente labili.

### Industria alimentare
Nella macinazione di numerosi alimenti l'azoto liquido viene impiegato per assorbire il calore generato dall'attrito, che potrebbe causare l'eccessivo riscaldamento del prodotto provocandone la fusione e la formazione di grumi indesiderati o la degradazione termica.
L'azoto liquido viene preferito all'anidride carbonica liquida e ai metodi meccanici nella surgelazione di alimenti di piccole dimensioni per via della maggiore rapidità di raffreddamento che è in grado di garantire e per l'assenza della lieve acidità tipica dell'anidride carbonica.
In itticoltura l'azoto liquido viene usato per il controllo della temperatura dell'acqua.
L'azoto liquido viene utilizzato anche nella gastronomia molecolare.

### Gastronomia estemporanea
A partire dai primi anni 2000, l'azoto liquido è stato introdotto in alcune cucine di alcuni grandi ristoranti. Questa moda veniva chiamata col nome improprio ed estemporaneo di "gastronomia molecolare": fra i propositori si ricordano gli chef Heston Blumenthal e Peter Barham nel Regno Unito, Ettore Bocchia e Davide Cassi in Italia, Dani e Raimundo Garcia in Spagna.
Il suo utilizzo principale era legato alla produzione del cosiddetto "gelato estemporaneo".
Queste preparazioni estemporanee utilizzano l'immersione in azoto dei cibi per creare nuove consistenze, o contrasti di temperatura e di consistenza al palato tra l'interno e l'esterno degli alimenti.

### Industria chimica
Anche diversi prodotti chimici subiscono la macinazione a bassissima temperatura; si tratta di una tecnica che viene impiegata soprattutto per le materie plastiche, i farmaci e gli insetticidi.
Diverse reazioni chimiche in cui compaiono specie particolarmente instabili richiedono un attento controllo della temperatura; in questi casi si può usare l'azoto liquido per il raffreddamento del reattore.

### Ricerca scientifica
In numerosi campi della ricerca scientifica è necessario operare a basse temperature e l'azoto liquido si dimostra il mezzo più conveniente per soddisfare questo bisogno quando la temperatura richiesta non è inferiore a -192 °C. Per esempio viene usato nello studio dei superconduttori e in tutte le loro applicazioni (SQUID, NMR, acceleratori di particelle, ecc.). Nella diffrazione dei raggi X, se si mantiene il campione a bassa temperatura, si limita il moto vibrazionale e si permette una maggior risoluzione della misura. Anche in spettroscopia e in astronomia si possono ottenere misure a maggior risoluzione grazie all'azoto liquido, questa volta raffreddando il detector per minimizzare il rumore di fondo.

### Tecnologie edili
Nello scavo di tunnel o pozzi in terreni umidi si può adottare l'accorgimento di congelare il terreno con azoto liquido per prevenire allagamenti e permettere quindi agli addetti di lavorare in condizioni di maggiore sicurezza.

### Metallurgia
In metallurgia e siderurgia si impiega l'azoto liquido per raffreddare le scorie, per la tempra criogenica, nel calettamento e in particolari tecniche di estrusione.
Nei sistemi di taglio laser, l'azoto liquido viene utilizzato come stoccaggio per poterne usufruire durante il processo di taglio di grandi quantità allo stato gassoso.

### Tecnologie ambientali
L'azoto liquido può essere usato con buoni risultati per condensare e quindi trattenere le emissioni di composti organici volatili negli impianti manifatturieri. Questa tecnica, nonostante sia ancora poco economica, si prevede che verrà sempre più spesso impiegata con lo scopo di migliorare ulteriormente gli standard di qualità dell'aria nelle zone industriali.

### Tecnologie mediche
Nella chirurgia dermatologica, la crioterapia ha dimostrato di essere una buona alternativa al laser o alla chirurgia classica nel trattamento di numerose patologie. Insieme all'anidride carbonica, l'azoto liquido è uno dei criogeni più usati anche in questo campo.

### Informatica
L'azoto liquido è usato come refrigerante in alcuni sistemi di raffreddamento per computer. Per le temperature estremamente basse che permette di raggiungere, si presta particolarmente bene al raffreddamento di CPU e GPU sottoposte ad overclocking estremi e tensioni elevate, che altrimenti porterebbero all'aumento esponenziale della temperatura e, a lungo andare, renderebbero inutilizzabile l'hardware. Questa tecnica è tutt'oggi usatissima per via dei costi non eccessivi e della facile reperibilità, a differenza dell'elio liquido, che, come già accennato, consente di raggiungere temperature ancora più basse ma è molto più costoso e difficile da reperire e conservare.